# N連結
n-連結 (英:n-connected) は数学のホモロジー代数において、空でない位相空間Xがn≧0であると以下の式を満たすことである。
\pi _{d}(X)=\left[\left(S^{d},*\right),\left(X,*\right)\right]\cong 0,\quad 0\leq d\leq n
(-1)連結と書かれることもあるが、これはXが空でないことと同値である。

## 例
- {\displaystyle R^{n}}はn-連結である。
- {\displaystyle S^{n}}は(n-1)連結である。
- ある位相空間Xが0連結であることはXが弧状連結であることと同値である。
- ある位相空間Xが1連結であることはXは単連結であることと同値である。